# Frank Dancevic
Frank Dancevic (Língua sérvia: Frank Dančević) (Niagara Falls (Ontário), 26 de Setembro de 1984) é um tenista profissional do Canadá.

## Carreira
Dancevic representa o Canadá, porém possui parentes da Sérvia.  em 2007 conseguiu seu principal ranking 65° do mundo, com este ranqueamento está atrás apenas de Daniel Nestor que consegui em 1999, 61° do ranking, e do aposentado canadense Andrew Sznajder que foi 49° em 1989, Dancevic faz parte da Equipe Canadense de Copa Davis, atuando no confronto que levou Canadá a elite do Grupo Mundial em 2003, venceu Flávio Saretta, em confronto contra o Brasil.

## Títulos

### Simples
- 2007 vice-campeão de Indianápolis, Estados Unidos ante Dmitry Tursunov
- 2009 vice-campeão de Eastbourne, Reino Unido ante Dmitry Tursunov

## Ligações Externas
Perfil na ATP {em inglês)